# Igor Andropow
Igor Jurjewicz Andropow (ros. И́горь Ю́рьевич Андро́пов, ur. 17 sierpnia 1941 w Pudożu, zm. 13 czerwca 2006 w Moskwie) – radziecki i rosyjski dyplomata.
Syn Jurija Andropowa, 1960-1962 był uczniem laboranta w Moskwie, 1969 ukończył Moskiewski Państwowy Instytut Stosunków Międzynarodowych, kandydat nauk historycznych, 1974-1979 wykładowca Akademii Dyplomatycznej Ministerstwa Spraw Zagranicznych ZSRR. Od 1979 pracował w centralnym aparacie MSZ ZSRR, od 1 września 1984 do 31 stycznia 1986 ambasador nadzwyczajny i pełnomocny ZSRR w Grecji, 1986-1997 poseł do zleceń specjalnych Rosji, od 1998 na emeryturze.